# Sardinidion perplexum
Sardinidion perplexum är en spindelart som beskrevs av Jörg Wunderlich 1995. Sardinidion perplexum ingår i släktet Sardinidion och familjen klotspindlar. Inga underarter finns listade i Catalogue of Life.